# Paul Le Jeune
Pour les articles homonymes, voir Le Jeune.
Paul Le Jeune, né le 15 juin 1592 à Vitry-le-François et mort le 7 août 1664 à Paris, est un prêtre jésuite et un missionnaire français qui fut l'un des premiers à décrire le Canada dans les Relations des jésuites.

## Biographie

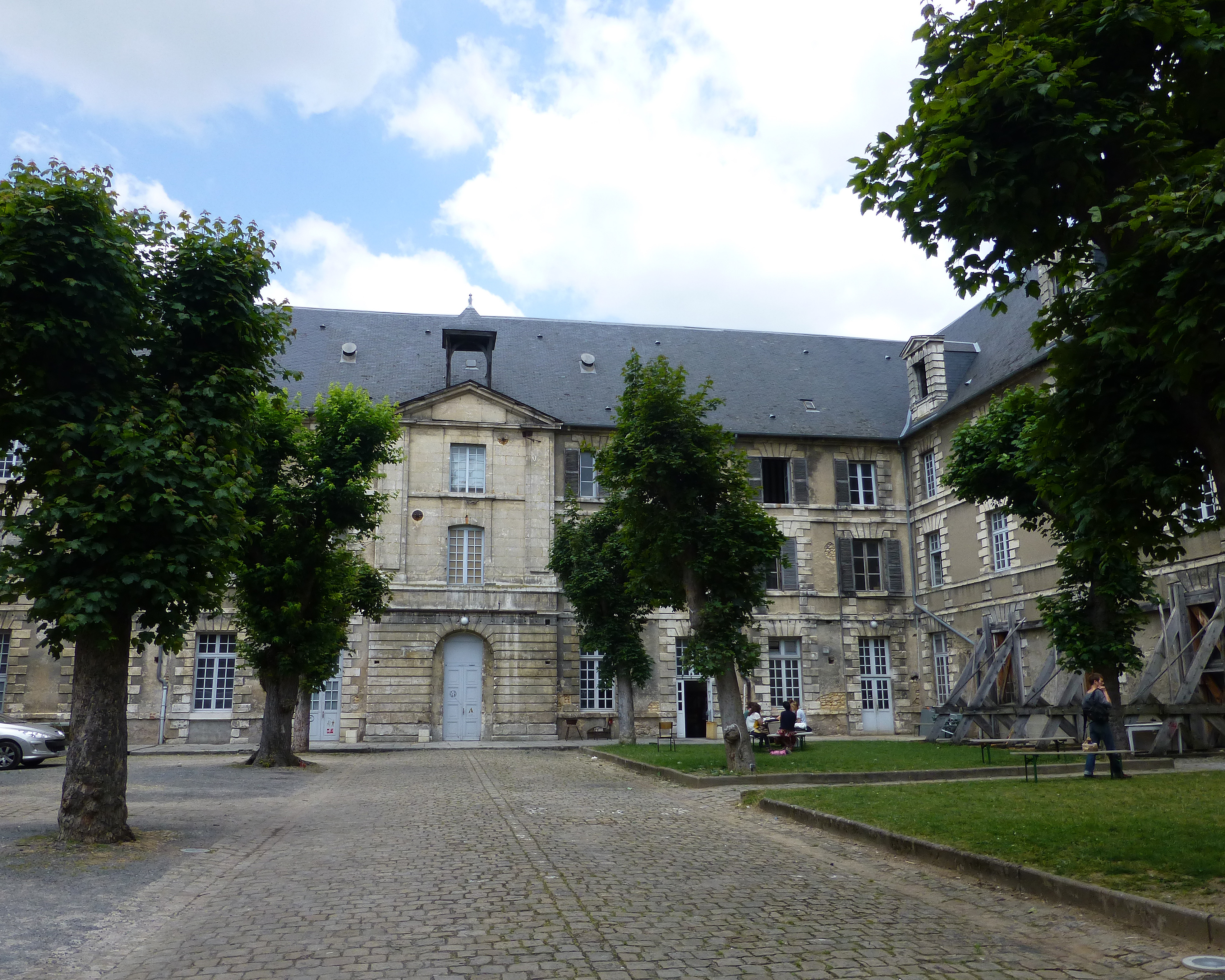
Vue du collège des jésuites de Bourges

Paul Le Jeune naît à Vitry-le-François dans le diocèse de Châlons-sur-Marne de la province de Champagne en juillet 1591. Né de parents calvinistes, il devient catholique à l'âge de 16 ans. En 1613, il entre au noviciat des Jésuites de Paris et, deux ans plus tard, il poursuit ses études de philosophie au collège de La Flèche. Après ses études en philosophie, il devient professeur successivement aux collèges de Rennes (1618–1619) et de Bourges (1619–1622) ; étudie la théologie durant quatre ans au collège de Clermont à Paris, professe la rhétorique à Nevers de 1626 à 1628, fait son 'Troisième An' sous la direction du célèbre père Louis Lallemant à Rouen. En 1629–1630, il est de nouveau professeur de rhétorique, mais cette fois au collège du Mont, à Caen. L’année suivante, il est prédicateur à Dieppe, et il est chargé de la résidence des jésuites de cette ville quand il est nommé supérieur des jésuites de Québec (1632 à 1639).
Il part de Honfleur avec le père Anne de Noue, et arrive à Québec le 5 juillet 1632. En peu de temps, il acquiert une connaissance si avancée de la langue montagnaise, qu'il peut écrire, en « sauvage » (un terme qui décrivait les Amérindiens à l'époque de la Nouvelle-France), un catéchisme pour ses néophytes. À l'automne de 1633, il part en mission sur la Rive-Sud de Québec et il y passe tout l'hiver jusqu'à son retour à Québec au printemps de 1634. Il devient le premier missionnaire jésuite et le premier européen à séjourner tout un hiver sur la Rive-Sud de Québec, avant la création de la seigneurie de Lauzon en 1636 et l'arrivée du premier colon Guillaume Couture. En cette même année, il établit une résidence aux Trois-Rivières. C'est lui qui, en 1635, fait l'oraison funèbre de Samuel de Champlain.
Après avoir rempli la charge de supérieur jusqu'en 1639, il travaille encore dix ans parmi les « sauvages ». Le 30 octobre 1649, il revient en France, où il remplit la charge de procureur des missions étrangères. Redevenu simple missionnaire en 1639, le père Le Jeune fait des visites à Québec, Sillery, Tadoussac, Trois-Rivières et Montréal. En 1641 et en 1643, il est délégué en France pour obtenir du secours contre les Iroquois. En 1642, les Français vont construire le fort Richelieu, situé à Sorel, à la suite de ses démarches auprès des instances françaises. Il devient responsable de la fondation d’un poste missionnaire jésuite à Montréal en février 1642. L’île de Montréal est consacrée à la Sainte Famille selon sa volonté.
Il meurt à Paris le 7 août 1664.
Le Père Le Jeune a écrit dix volumes des Relations des Jésuites de 1632 à 1641. Néanmoins aujourd'hui on lui accorde la rédaction d'au moins deux autres « Relations », dont celle de 1642.

## Œuvres
- Relation de ce qui s'est passé en la Nouvelle France sur le grand fleuve de Sainct Laurent en l'année 1634, édition critique établie par Guy Laflèche sous le titre Relation de 1634 de Paul Lejeune — Le missionnaire, l’apostolat, le sorcier, Montréal, Presses de l’Université de Montréal, 1973, 261 p.[4]

## Toponymes Le Jeune
En reconnaissance à l'œuvre de vie du missionnaire Paul Le Jeune, quelques désignations toponymiques ont été attribuées à ce Jésuite, venu de France, et fondateur du poste de Trois-Rivières en 1634 et de Ville-Marie (Montréal) en 1642 :
- Canton Lejeune, à Sainte-Thècle. Déjà baptisé en 1873, ce canton forestier se situe entre le village de Saint-Joseph-de-Mékinac et de Sainte-Thècle. Ce canton comporte plusieurs lacs dont les toponymes évoquent le jésuite Paul Le Jeune, soit les lacs du Missionnaire, du Jésuite et Le Jeune.
- Chemin du Canton Lejeune, à Sainte-Thècle.
- Chemin du Domaine-Le Jeune, à Sainte-Thècle.
- Lac Le Jeune, Sainte-Thècle.
- Lac du Jésuite, Sainte-Thècle.
- Lac du Missionnaire, Lac-aux-Sables (secteur Hervey-Jonction).
- École secondaire Paul Le Jeune, à Saint-Tite. Cette école a été ouverte en septembre 1969 pour l'enseignement secondaire des élèves de la zone dite de Normandie (aujourd'hui zone Mékinac). Des recherches historiques sur le passage Mékinac-Tawachiche avaient été effectuées en 1968-69 par Jean-Noël Carpentier, qui a été directeur général de la Commission scolaire de Normandie (siège social à Saint-Tite) de 1969 à 1972. Sa recherche historique s’appuyait notamment sur les « Relations des Jésuites », rédigées par des missionnaires au début de la colonie française[5],[6].